# 후지미초역 (가나가와현)
후지미초역(일본어: 富士見町駅, ふじみちょうえき)은 일본 가나가와현 가마쿠라시에 있는 쇼난 모노레일 에노시마 선의 역이다. 무인역이지만 평일 아침 러시아워에는 혼잡에 대응하기 위한 상행 승강장에 푸시맨이 배치되고 있다.

## 역 구조
- 상대식 승강장 2면 2선의 고가역. 에스컬레이터나 엘리베이터가 설치되지 않아 계단만으로 승하차가 가능하지만, 2017년 3월 28일 오후나 방면 승강장에 엘리베이터가 신설되었다.
- 상,하행 승강장이 각각 별개로 출구가 존재하고, 승강장끼리는 연락되지 않았다. 그래서 승강장끼리 오가려면 역 밖으로 일단 나오고, 역 직하의 도로를 가로지르는 횡단보도를 건너야 한다.
- 무인역으로 개찰구는 없다. 탑승 시에는 자동 매표기로 승차권을 구입한다. 하차 시에는 상행 열차는 차장에게 차표를 주고 하행 열차에서는 "표 투입"하는 곳에 손님이 각자로 넣는다. 과거, 본 역에는 승차 역 증명서 발권기가 상하 양쪽의 승강장에 설치되었지만 현재는 철거되었다.

## 역 주변
- 가마쿠라 무도관
  - 가마쿠라 시 야마사키 수질 정화 센터(가마쿠라 무도관과 같은 부지 내)
- 가마쿠라 시 오후나 체육관
- 가마쿠라 시립 야마자키 보육원
- 가마쿠라다이 우체국
- 코모레이 야마자키 온수 수영
- 쇼난 가마쿠라 클리닉 - 쇼난 가마쿠라 종합 병원의 이전 부지에 개설된 의원이다.
- 신로이히 본사・오오후나 공장
- 도요 화학 오후나 공장
- 야마카 오후나 공장
- 요코스카 선 인입선

## 역사
- 1970년 3월 7일: 개업.
- 2017년 3월 28일: 오후나 방향 승강장에 엘리베이터를 신설 및 운용 개시.

## 사진

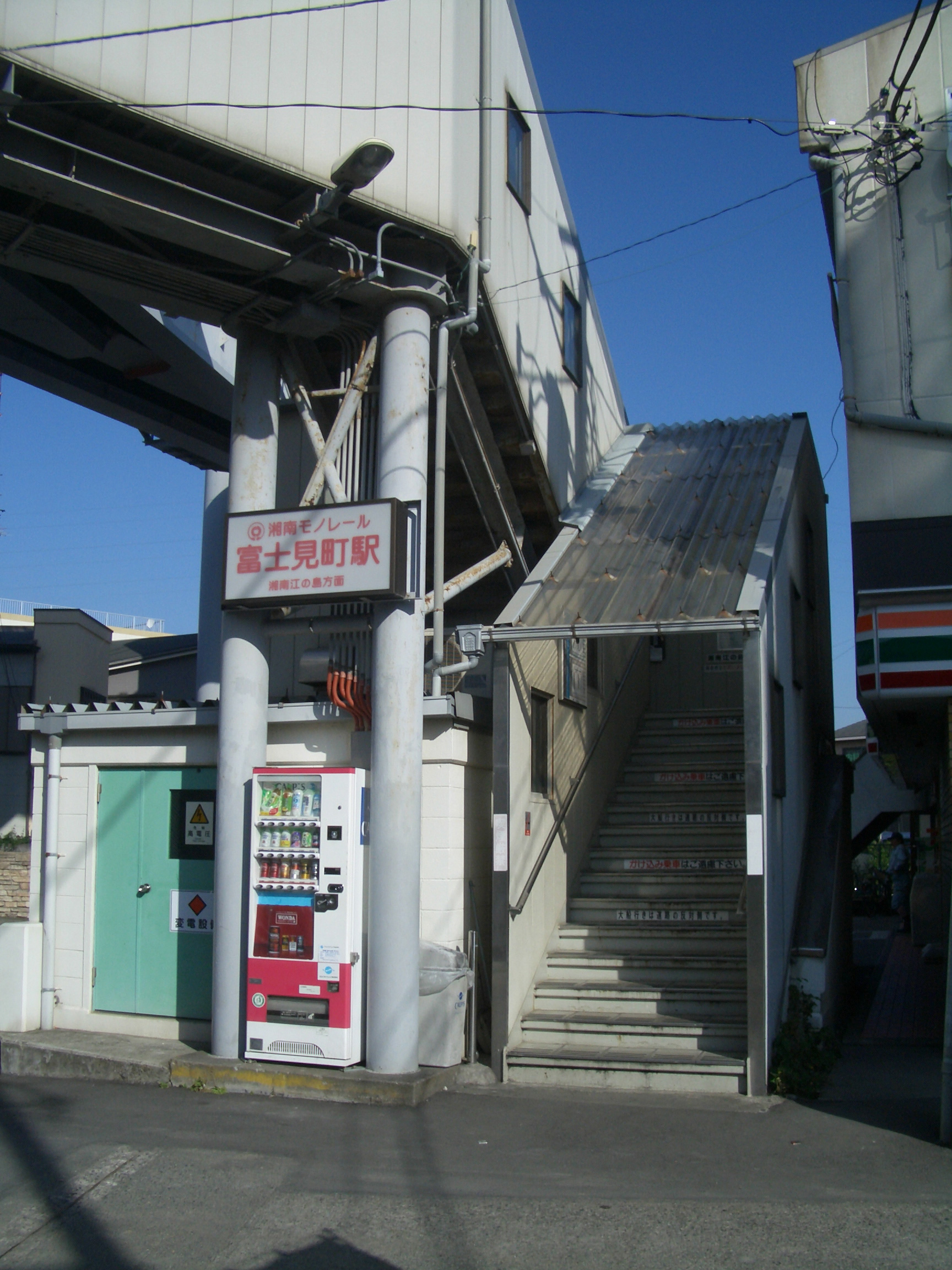
출입구(쇼난에노시마 방면)

## 인접역
| 쇼난 모노레일 ■ 에노시마 선 | 쇼난 모노레일 ■ 에노시마 선 | 쇼난 모노레일 ■ 에노시마 선  |
| --------------------------- | --------------------------- | ---------------------------- |
| 오후나 오후나 방면          |                             | 쇼난마치야 쇼난에노시마 방면 |